# Азербайджан на літніх Олімпійських іграх 2004
|             | Золото | Срібло | Бронза | Всього |
| ----------- | ------ | ------ | ------ | ------ |
| Азербайджан | 1      | 0      | 4      | 5      |

Збірна Азербайджану була представлена на літніх Олімпійських іграх 2004 в Афінах Національним Олімпійським Комітетом Азербайджану. Країну представляли 38 спортсменів у 10 видах спорту. У неофіційному загальнокомандному заліку збірна Азербайджану посіла 50 місце, випередивши такі країни, як Бельгія, Ізраїль, Латвія, Португалія, Естонія, Вірменія, Словенія, Фінляндія, Ірландія та ін. За кількістю завойованих медалей Азербайджан посів 37 місце.

## Золото
| Золото |                |                                  |
| #      | Спортсмен (-и) | Вид спорту (дисципліна)          |
|        |                |                                  |
| 1      | Фарід Мансуров | Греко-римська боротьба, до 66 кг |

## Бронза
| Бронза |                        |                         |
| #      | Спортсмен (-и)         | Вид спорту (дисципліна) |
| 1      | Фуад Асланов           | Бокс, до 51 кг          |
| 2      | Агасі Мамедов          | Бокс, до 54 кг          |
| 3      | Ірада Ашумова          | Стрільба                |
| 4      | Земфіра Мефтахетдінова | Стрільба                |

## Склад Азербайджанської олімпійської команди

### Бокс
Спортсменів — 9
- До 51 кг. Фуад Асланов Підсумок —  бронзова медаль.
- До 54 кг. Агасі Мамедов Підсумок —  бронзова медаль.
- До 48 кг. Джейхун Абієв
- До 57 кг. Шахін Імранов
- До 60 кг. Ровшан Гусейнов
- До 69 кг. Руслан Хаїров
- До 75 кг. Джавід Тагієв
- До 81 кг. Алі Ісмаїлов
- До 91 кг. Вугар Алекперов

### Боротьба
Спортсменів — 8
Вільна боротьба серед чоловіків
- Рустам Агаєв
- Намік Абдуллаєв
- Ельман Аскеров
- Ельнур Асланов
- Аріф Абдуллаєв

Греко-Римська
- Фарід Мансуров Підсумок —  золота медаль.
- Віталій Борисов
- Вугар Асланов

### Водні види спорту

#### Плавання
Спортсменів — 2
серед чоловіків
- Сергій Дьячков

серед жінок
- Наталія Філіна

### Гімнастика

#### Художня гімнастика
Спортсменів — 1
- Індивідуально. Ганна Гурбанова

### Дзюдо
спортсменів — 3
серед чоловіків
- Мехман Азізов
- Мовлуд Міралієв
- Ельчин Ісмайлов

### Легка атлетика
Спортсменів — 5
чоловіки
- Біг Теймур Гасимов
- Біг Дадашев Ібрагімов
- Біг Алібек Шюкуров
- Потрійний стрибок. Сергій Бочков

жінки
- Біг Наталія Філіна

### Важка атлетика
Спортсменів — 5
Чоловіки
- Туран Мірзоєв
- Алан Наніев
- Асіф Меліков
- Алібек Самедов
- Нізамі Пашаєв

### Фехтування
Спортсменів — 1
жінки
- Шабля, індивідуально.

Олена Жемаєва

## Офіційні особи
- Ільхам Алієв, президент Республіки Азербайджан.
- Мехрібан Алієва, посол доброї волі ЮНЕСКО, Організація Ісламського співробітництва, і ІСЕСКО.